# Vis (grad)
Vis (tal. Lissa i starogrčki Issa) je grad u Hrvatskoj, na otoku Visu.

## Gradska naselja
Gradu Visu pripada 11 naselja (stanje 2006.), to su: Brgujac, Dračevo Polje, Marinje Zemlje, Milna, Plisko Polje, Podselje, Podstražje, Rogačić, Rukavac, Stončica i Vis.

## Zemljopis
Grad Vis se nalazi u velikom i prirodno zaštićenom zaljevu (uvala Svetog Jurja) na sjeveroistočnoj strani otoka Visa, okrenut prema Hvaru i dalmatinskom kopnu. Viška luka je smještena u najviše uvučenom jugozapadnom dijelu zaljeva, kojeg otočić Host i poluotok Prirovo štite od utjecaja otvorenog mora. Unutar zaljeva nalaze se i manja sidrišta na predjelima Kut i Stonca.
Pojas visokih brda (250 – 300 m) odvaja gradić od plodnih polja u unutrašnjosti otoka (Dračevo i Velo Polje), koja su predstavljala osnovu gospodarskog razvoja mjesta (vinogradarstvo). Području Grada Visa pripada i razvedena južna i jugoistočna obala otoka Visa s mnogobrojnim uvalama (Milna, Rukavac, Srebrna, Stiniva, Stončica, Ruda i dr.) i otočićima Budihovac i Ravnik, koji imaju veliki turistički potencijal.

## Stanovništvo

### Popis 2011.
Prema popisu stanovništva iz 2011. godine, grad Vis ima 1934 stanovnika. Većina stanovništva su Hrvati s 95,71 %, a po vjerskom opredijeljenju većinu od 78,44 % čine pripadnici katoličke vjere.

### Popis 2001.
Ukupan broj stanovnika Grada je 1960, od toga u samom naselju Vis 1776. Prije Drugog svjetskog rata, područje tadašnje općine Vis (jednako današnjem Gradu) je imalo 4189 stanovnika, a mjesto Vis 3189 (Popis 1931.). Od tada broj stanovnika stalno opada. 

### Popis 1991.
| broj stanovnika | 3601  | 3540  | 4317  | 4822  | 5257  | 5159  | 4840  | 4186  | 3718  | 3998  | 3561  | 2628  | 2217  | 2106  | 1960  | 1934  | 1918  |
|                 | 1857. | 1869. | 1880. | 1890. | 1900. | 1910. | 1921. | 1931. | 1948. | 1953. | 1961. | 1971. | 1981. | 1991. | 2001. | 2011. | 2021. |

| broj stanovnika | 3601  | 3540  | 3812  | 4142  | 4417  | 4297  | 4240  | 3217  | 2832  | 3132  | 2847  | 2233  | 1971  | 1932  | 1776  | 1672  | 1582  |
|                 | 1857. | 1869. | 1880. | 1890. | 1900. | 1910. | 1921. | 1931. | 1948. | 1953. | 1961. | 1971. | 1981. | 1991. | 2001. | 2011. | 2021. |

## Uprava
Područje Grada Visa obuhvaća istočnu polovicu otoka. Zapadni dio otoka Visa nalazi se u sastavu Grada Komiže. Osim samog gradića Visa u sastav ove upravne jedinice ulazi i osam malih naselja seoskog tipa (Dračevo Polje, Marine Zemlje, Milna, Plisko Polje, Podselje, Podstražje, Rogačić i Rukavac).
Gradsko vijeće Visa ima 11 vijećnika od kojih je 5 iz koalicije SDP – HNS – HSS, 3 s Nezavisne gradske liste A. Acalinovića i 3 iz koalicije HDZ – HSP. Vlast obnaša koalicija NGL -HSP u savezu s HDZ-om.

## Povijest
Prvo naselje na mjestu današnjeg Visa, pod imenom Issa, osnovali su grčki kolonisti sa Sicilije iz Sirakuze u IV. stoljeću prije Krista. Njih je, kao i sve kasnije gospodare Visa, privukao izvrstan strateški položaj pučinskog otoka s kojeg su se mogli kontrolirati pomorski putevi u Jadranu i prostrana, od vjetrova dobro zaštićena luka. Antička Issa se razvijala kao urbani i gospodarski centar ovog dijela Jadrana i poslužila je kao baza za naseljavanje dalmatinskog kopna (Epetion i Tragurion). Funkcionirajući kao polis (grad-država), Issa je svoju samostalnost uspjela očuvati sve do I. stoljeća prije Krista kada postaje dio Rimskog Carstva. Nakon toga Vis gubi značenje i samo se povremeno javlja u srednjovjekovnim izvorima, dijeleći sudbinu ostatka Dalmacije.
U blizini otoka Visa se odvila poznata viška bitka 20. srpnja 1866., u kojoj je habsburška ratna mornarica sastavljena ponajviše od hrvatskog osoblja, pobijedila talijansku mornaricu, koja se spremala na osvajački pohod na istočnu jadransku obalu i hrvatske krajeve.

## Gospodarstvo
Sve do sredine XX. stoljeća glavni izvor prihoda Višanima su bili njihovi vinogradi, odnosno proizvodnja vina. Danas stanovništvo radi uglavnom u turizmu i uslužnim djelatnostima. U mjestu se nalazi i jedini rasadnik palmi na istočnoj obali Jadrana.
Višani imaju nekoliko svojih specijaliteta kao što su npr. viški cviti, hib, viška pogača...

## Spomenici i znamenitosti
- ostatci antičkog grada Isse (terme, nekropola, teatar, dijelovi luke)
- bogato sakralno nasljeđe (Župna crkva Gospe od Spilica, crkve Sv. Ciprijana i Sv. Duha, franjevački samostan sv Jerolima na poluotoku Prirovo, svetište Vele Gospe u Podselju – Velom Selu)
- ljetnikovci hvarskih i viških plemića (Hektorović, Jakša, Gariboldi, Dojmi Delupis)
- utvrde iz raznih povijesnih razdoblja (Venecija, Engleska, Austro-Ugarska)
- gradska arhitektura iz 19. i početka 20. stoljeća (neoklasicizam i secesija; Hrvatski dom, kuća Tramontana, osnovna škola)

Crkva Gospe od Spilica dobila je ime po manjim pripećcima na mjestu gdje je sagrađena. Gradnja je počela na zemljištu koje je graditeljima darovao Frano de Pelegrinis na samom početku 16. stoljeća. Po arhivskoj dokumentaciji može se vidjeti da 1521. još nije bila dovršena i da su joj graditelji tijekom gradnje povećali dimenzije. U njenom izgledu miješaju se gotika, renesansa i barok. Njen središnji i najstariji dio sagrađen je u prvoj polovini 16. st. te nosi obilježja prijelaznog gotičko-renesansnog stila. Glavna vrata imaju ižlijebljene dovratnike na kojima su dva polukapitela koji pridržavaju nadvratnik. Iznad vrata je polukružna, jednostavno profilirana luneta ukrašena zupcima. Renesansan je i okrugli prozor pročelja, dok je vitka preslica s trima zvonima najviša u Dalmaciji. U crkvene lađe ulazi se kroz dvoja barokna vrata iznad kojih su dvokrilni zabati, a nad njima okrugli prozori. Unutrašnjost crkve podijeljena je u tri lađe širokim polukružnim lukovima na zidanim stupovima. Time je postignuto jedinstvo prostora osvijetljenog dugim uskim prozorima romaničko-gotičkog izgleda od kojih su neki vjerojatno preneseni sa starih zidova iz 16. st. Prvotni izgled oltara kasnorenesansnog stila uklonjen je početkom 19. st. Od oltarnog poliptiha koji je izradio čuveni mletački slikar Girolamo da Santacroce, sačuvan je središnji dio na kojem je prikazana Bogorodica s Djetetom na prijestolju, sv. Ivanom Krstiteljem, svetim Petrom, a nad svime se nalazi Bog Otac.
Kasnobarokna Crkva svetog Ciprijana i Justine sagrađena je 1742. godine u istočnom dijelu Visa, u predjelu Kut. Na ovom mjestu postojala je crkva podignuta početkom 15. st., a čiji se ostatak vidi u stražnjem dijelu današnje crkve sa zazidanim otvorom gotičkog prozora. Plošno pročelje crkve pokazuje kasnobarokne ukrase koji se prepliću s ponekim gotičkim motivom. Obli i četverolisni prozori prepliću se s baroknim volutama na trokutnom zabatu. Graditelji su sa sedam prozorčića i nišom unutar koje se nalazi kip mučenika sv. Ciprijana uresili gornji dio pročelja koji završava obrubom izvedenim polegnutim i nanizanim volutama. U donjem dijelu uz portal, nalaze se plitki pilastri iznad kojih su ruže. U unutrašnjosti crkve nalazi se prostrana apsida i dvije bočne kapele koje tlocrtu crkve daju križni oblik, no to je jedva zamjetno zbog plitkosti kapela. Strop crkve je drven i bogato kasetiran s ukrasima rombova sa stiliziranim cvjetovima, a u središte je umetnuto platno s prikazom Stvoritelja. Uz crkvu je zvonik građen kad i crkva. Urešen je kao i pročelje crkve vodoravnim pojasevima, četverolisnim otvorima, reljefnim ružama, anđeoskim glavama, eliptičnim prozorima i završnim vazama. Ima i puškarnice okrenute prema luci, što znači da su graditelji dominantni položaj htjeli iskoristiti i u obrambene svrhe.
Crkva svetog Jurja sagrađena je u 11. stoljeću na malom poluotočiću na ulazu u duboki Viški zaljev. Po njoj se Viški zaljev u srednjem vijeku nazivao lukom sv. Jurja, otočić na ulazu u zaljev Škojem sv. Jurja, a s istočne strane crkve je Jurjevo brdo. Zaštitnik grada Visa upravo je sveti Juraj. Crkva je vremenom doživljavala različite preinake, pa sada izgled njenog pročelja na kojem su vrata proširena i nadodana dva manja prozora više pokazuje stilska obilježja 16. st. nego ona izvorna. Unutar crkve zidovi su raščlanjeni lezenama, dok se u svodu crkve nalaze ugrađene dvije bizantske amfore. Apsida crkve je polukružna i u njoj se nalazi oltar koji je u 17. st. zamijenio stari. Tijekom 15. st. u njoj su živjeli pustinjaci čiji su grobovi pronađeni oko crkve.
Kulu Perasti, kaštil, sagradio je Vicko iz Perasta u Boki kotorskoj 1617. godine. Dopuštenje gradnje zatražio je od generalnog providura, a dobio ga je 16. prosinca 1616. O graditelju Vicku iz Perasta nema puno podataka. Najranija isprava koja ga spominje je iz 1587., u kojoj mu se spominje i obitelj, a njega se uvijek oslovljava gospodinom (ser, dominus). Živio je u viškom naselju Luka u vlastutoj kući uz kulu, a umro je 1622. Kulu je sagradio na vlastitoj zemlji za zaštitu za sebe i druge Višane od mogućih turskih napada na Vis. Zidovi kule podijeljeni su vodoravnim vijencima, a unutar zidnih ploha nalaze se otvori za topove i puškarnice. Na kutovima kule nalaze se četverokutne stražarnice koje stoje na konzolama, a krovni dio im je ukrašen akroterijima. U kulu se ulazilo kroz vrata na prvom katu, koja su s Perastijevom kućom bila povezana drvenim mostom. Kako su to bila jedina vrata, sva oprema za kulu unošena je preko drvenog mosta kroz njih. Kula je bila naoružana manjim brončanim topovima koji se u ispravama spominju u 17. i 18. st. Oko kule bilo je zabranjeno graditi zidove, kuće i druge objekte koji bi priječili obrambeno djelovanje topova koji su se nalazili u njoj.
Palača Gariboldi sagrađena je 1552. godine kao renesansna gospodarsko-ladanjska kuća. Frane Gariboldi je početkom 16. stoljeća doselio iz Milana u Hvar, postao hvarski građanin, stekao kuću i dućan u prometnom dijelu Hvara i grobno mjesto u franjevačkoj crkvi. Na Visu je imao svoje posjede pa je uskoro dao sagraditi palaču na čijem je vanjskom visokom pročelnom zidu iznad portala postavio natpis u kojem ističe da je građanin Hvara milanskog podrijetla. LAVS DEO FRANCISCVS GARIBOLDVS MEDIOLANENSIS NVNC CIVIS LESINAE PRO SE IPSO AC FILIIS ET HEREDIBVS SVIV HOC OPVS CONSTRVXIT MDLII. Iza ogradnog zida nalazi se popločano dvorište koje je kasnije diobama pregrađeno i skraćeno, a u njemu se nalazi i bunar. Kućno pročelje raščlanjeno je profiliranim prozorima i obrubljeno kamenim vijencem krova urešenim kamenim akroterijima u obliku kugle. U prizemlju se nalazi konoba, a od prizemlja do središnjih vrata naprvom katu vode kamene stube iznad kojih je latinski natpis. GLORIA LAVS ET HONOR TIBI SIT CHRISTE REDMEPTOR. Nad vratima je istaknut reljefni grb u čijem polju se nalaze utvrda i četiri zvijezde, a s obje strane su inicijali Franina imena F.G.
Palaču na Visu sagradio je poznati hrvatski književnik, dramski pisac i pjesnik Marin Gazarović, autor Murata Gusara, Ljubice i drugih djela. Tu se odmarao i nadzirao svoje posjede kao što su to radili mnogi dalmatinski plemići na svojim priobalnim posjedima. Ljetnikovac s dvorištem bio je dovršen prije posljednjeg desetljeća 16. stoljeća, ograđen je visokim zidom, a na renesansnom portalu stoje Gazarovićevi stihovi na hrvatskom jeziku. PRIN NER CHIES CA PROCIN OSTAVI HIMBE VAN CA OBECHIASC VCIN AC HOCH BIT VIROVAN VIROM XIVE OV VICH DRAGYE VIRAN SLVGA YER CA TVRDI COVICH TVRDI ZA ZLA DRVGA. Gazarovićeva palača sagrađena je u zakašnjelom renesansnom slogu. U prizemlju se nalazi konoba osvijetljena malim čertvrtastim prozorima, a s vanjske strane su se nekoć nalazile stube koje su bile naslonjene uz pročelje i penjale se do ulaznih vrata prvog kata na kojem se nalazio stan književnika. Unutrašnjost stana potpuno je izmijenjena naknadnim gradnjama, a od izvornog oblika vide se dijelovi kamenog renesansnog umivaonika koji su imale mnoge dalmatinske kuće u razdoblju od 15. do 18. st. Sred pročelja je Gazarovićev grb okružen sirenama, a na vrhu zmaj raširenih krila kojeg je književnik vlastoručno isklesao.
Renesansno-barokna jednokatnica obitelji Prdvarić nalazi se u viškom predjelu Kut uz more, a sagrađena je u kasnom 16. stoljeću. Na sjevernom pročelju nalazi se dugi balkon s kamenom ogradom od neobično stiliziranih ukrasa koji imaju izgled uspravnih i okrenutih kamenih vaza. Balkon se prostire duž cijele širine sjevernog pročelja. Na ovom pročelju nad balkonom nalazi se grb renesansno-baroknog okvira iz 16. – 18. st. koji se nalazi i iznad kućnih vrata. Postojao je i treći grb koji je sada skinut s kuće. U središnjem polju grbova podijeljenog pojasom koji se lomi pod pravim kutem nalaze se tri zvijezde, a s donje strane pojasa polumjesec. Na vrhu grba je anđeoska glava. Na zabatu južnog zida palače nalazi se urezano cvijeće i mali lik nage žene s vrpcom, nalik alegoriji Sreće. U prizemlju palače nalazila se konoba, a na katu središnja dvorana između pokrajnih soba u koje se ulazi kroz vrata kamenih profiliranih okvira. U dvorani natkritoj drvenim stropom koji se oslanja na kamene konzole, nalaze se profilirana kruna bunara i veliki zidni umivaonik s dvjema kamenim policama na bočnim konzolama ukrašenim ljiljanima a pri dnu s maskeronom u reljefu, tipičnim ukrasom za dalmatinske zidne umivaonike u razdoblju od 16. do 18. st.
Tvrđavu Vis izgradili su Britanci kada je habsburška vlast predana Francuzima kao posljedica mirovnog ugovora kojeg je nametnuo Napoleon. Bojeći se da će Napoleon daljnjim prodorom pretvoriti Jadran u francusko jezero čija je vojna moć dodatno povećana i u ratu zaposjednutim brodovima venecijanske flote, kraljevska mornarica je zajedno s pješačkom bojnom i topničkom opremom poslana pomoći u sprječavanju ostvarenja Napoleonovih ambicija. Britanci su rado posjećivali otok Vis zbog čiste vode sigurnih sidrišta godinama prije nego što su na njemu izgradili svoje obrambene utvrde. Nakon što su Francuzi napavši Vis znatno oštetili grad 1811. godine kao i trgove i brodove usidrene u luci odlučeno je da je Visu potrebna dodatna obrana u cilju sprječavanja daljnjih napada. Početni temelji obrane uspostavljeni su na otočiću Hostu koje su sačinjavala dva 18 funti teška topa postavljena kamenom postolju. Gradnja tvrđave George započela je 1812. naredbom britanskog guvernera pukovnika Robertsona koji je smatrao da je luci potrebna bolja zaštita. Zamišljena kao pješačka i lakotopovska utvrda izgrađena je tako da je povezana s kulama Martello, Bentick i Robertson u pozadini kao i s tvrđavom Wellington smještenom u zaljevu nasuprot tvrđave George. Poput utvrda na otočiću Host, kule Martello mogle su primiti velike topove koji su lako onemogućavali protivničkim brodovima približiti se zaljevu. Tvrđava George kao i obrambene kule Martello, Bentick i Robertson izgrađene su pod nadzorom kapetana Henrysona gdje se kao radna snaga pri izgradnji koristila pomoć lokalnog otočnog stanovništva i koje je ostalo pod nadleštvom vojske dok je oružana jedinica na otočiću Hostu ostala pod nadleštvom britanske kraljevske mornarice. Izgradnja svih obrambenih kula i utvrda dovršena je 1813., a dvije godine kasnije sve su predane Habsburškoj Monarhiji koja je polako počela preuzimati položaje na Jadranu kao posljedicom slabljenja Napoleonova utjecaja u regiji.

### Zaštićena kulturna dobra
- novovjekovni brodolom u Viškoj vali
- ljetnikovac Gariboldi
- ljetnikovac Jakša
- kuća Petrinović (Ismaelli)
- kuća s grbom Piretić
- kuća Tomić
- kuća Tramontana
- kuća Zamberlin (Hektorović)
- kuća Zamberlin
- Kula Perasti

## Zanimljivosti
- Vis je vrlo vjerojatno najstarije gradsko naselje na tlu Hrvatske (za tu se titulu bori i Stari Grad na susjednom Hvaru) koje postoji već 2400 godina.
- Grad se dugo vremena sastojao od dva odvojena dijela – Luke i Kuta, pa je župna crkva, a kasnije i škola, sagrađena između njih da bi se bolje povezali.
- Otočko središte Vis postaje tek u XV. stoljeću, nakon što je vojska Napuljskog kraljevstva 1483. uništila dotadašnji centar Velo Selo (današnje selo Podselje).
- Od 1807. do 1815. Vis se nalazio pod upravom Engleza, koji su podigli sustav utvrda oko grada i nazvali ih po svojim vladarima i vojskovođama (Bentinck, George III. i Wellington).
- Spomenik znamenitoj viškoj bitci iz 1866. godine, u kojoj je habsburška mornarica porazila talijansku, rastavila je i odnijela talijanska vojska nakon okupacije Visa 1918. godine. Spomenik (tzv. " Viški lav ") se danas nalazi u Livornu ispred tamošnje pomorske akademije.
- U Drugom svjetskom ratu saveznička britanska vojska je područje antičke Isse koristila kao parkiralište[nedostaje izvor] za svoja vozila i pritom uništila znatan dio arheološkog nalazišta.

## Poznate osobe
- Dodatak:Popis poznatih osoba iz Visa

## Obrazovanje
- Osnovna škola Vis  Arhivirana inačica izvorne stranice od 30. prosinca 2018. (Wayback Machine)
- Srednja škola "Antun Matijašević – Karamaneo". Osnovana je 1975. Ima nekoliko smjerova (trgovačka škola, gimnazija.), i centar je srednjoškolskog obrazovanja cijelog otoka Visa (učenici iz Komiže tu se također školuju).

Do 1960-ih postojale su i škole u viškim selima Podselje, Podstražje i Marine Zemlje koje su zatvorene zbog iseljavanja stanovništva.

## Kultura
- Limena glazba Vis
- Muzej s bogatom arheološkom zbirkom iz antičke Isse (unutar tvrđave Gospina batarija)
- Viško amatersko kazalište "Ranko Marinković"
- Matica hrvatska ogranak Vis
- Hrvatska zora, glasilo viškog ogranka Matice hrvatske

## Šport
- Kriket klub "Sir William Hoste"
- ŠRC "Issa"

U Visu je 1944. godine obnovljen HNK Hajduk Split, nakon što je prestao djelovati 1941. zbog talijanske okupacije.
- boćarski klub "Vis"
- stolnoteniski klub "Issa"
- nogometni klub "Vis"
- jedriličarski klub "Vis"
- jedriličarski klub "Host"
- paragliding klub "Kaleb"

U Visu se svakog ljeta održavaju nogometni turniri u kojima sudjeluju viške ekipe.
U Visu su djelovali nogometni klubovi Uskok, Jadran, Naprijed i Garnizon.
Od 1999. održava se Viški plivački maraton.

## Vanjske poveznice
- Službene stranice grada Visa

|  | Portal Hrvatske: pristup člancima s tematikom o Hrvatskoj |